# Поплітник сірий
Поплі́тник сірий (Cantorchilus griseus) — вид горобцеподібних птахів родини воловоочкових (Troglodytidae). Ендемік Бразилії.

## Опис
Довжина птаха становить 11,5 см. верхня частина голови і верхня частина тіла сірі, махлві і стернові пера темно-сірі, поцятковані чорнуватими смужками, на хвості вони більш широкі. Над очима білувавті "брови", скроні сірі, поцятковані нечіткими темними плямками. Підборіддя і горло білувато-сірі, груди сірі, живіт коричнювато-сірий або охристо-сірий. Очі карі, дзьоб зверху чорнуватий, знизу тьмяно-роговий, лапи тьмяно-сизі. Виду не притаманний статевий диморфізм.

## Поширення і екологія
Сірі поплітники мешкають на заході Бразилії, в штаті Амазонас, на правому березі річки Жаварі та у верхів'ях річок Журуа і Пурус. Вони живуть в густому підліску варзейських лісів (тропічних лісів у заплавах Амазонки і її притоків) та на галявинах. Зустрічаються парами або сімейними зграйками, на висоті до 200 м над рівнем моря. Живляться комахами.